# Władysław Łuczyński

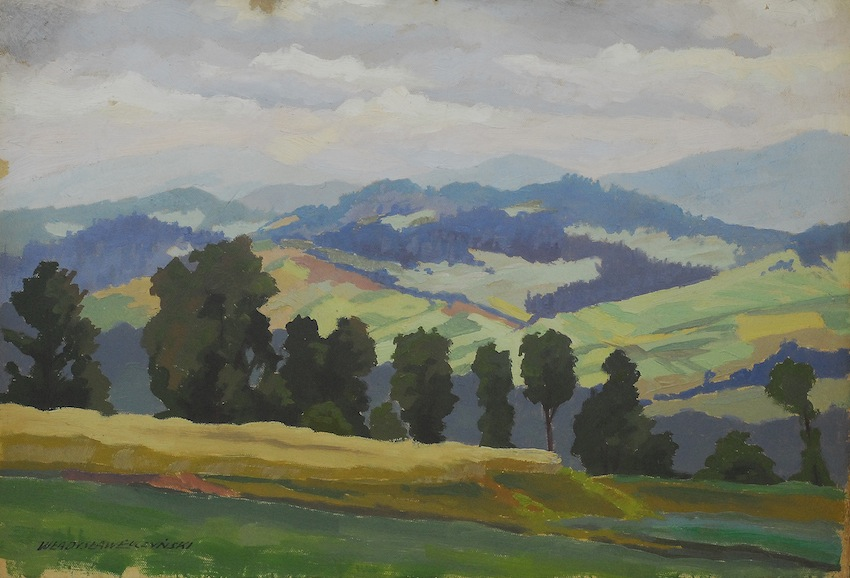
Pejzaż beskidzki (1935)

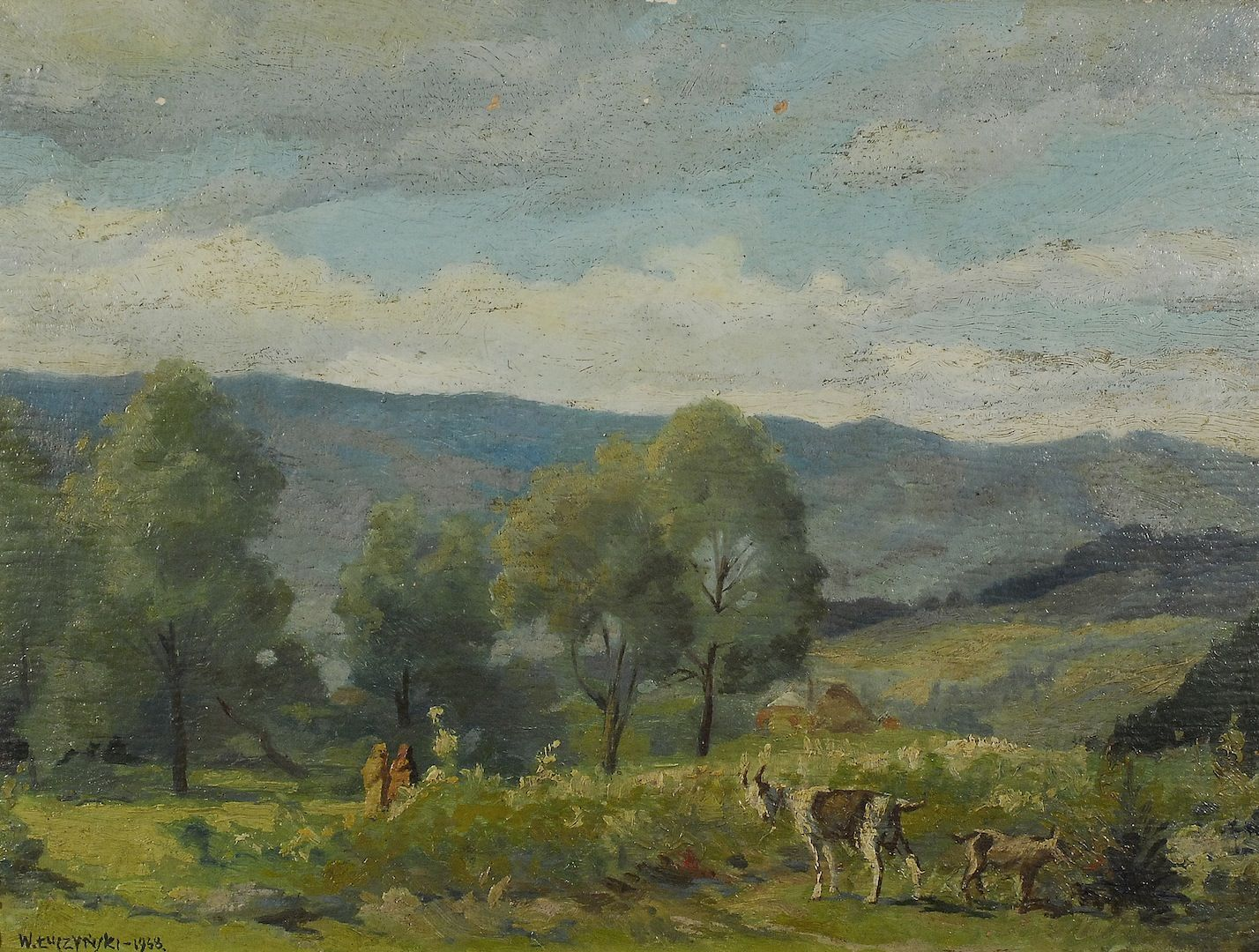
Z okolic Jaremcza (1938)

Władysław Łuczyński (ur. 24 lipca 1895 w Brodach, zamordowany w sierpniu 1941 w Czarnym Lesie) – polski malarz i nauczyciel rysunku w szkole w Stanisławowie w okresie II Rzeczypospolitej.

## Życiorys
Ukończył II Szkołę Realną we Lwowie. W latach 1916–1921 studiował na Wydziale Architektury Politechniki Lwowskiej, do stycznia 1921 był jednocześnie asystentem nauczyciela rysunku w II Szkole Realnej. Był nauczycielem w II Państwowym Gimnazjum i Liceum im. Marszałka Józefa Piłsudskiego w Stanisławowie. Należał do grona malarzy stanisławowskich, którzy w grudniu 1933 roku współzałożyli Związek Artystów-Plastyków i Miłośników Sztuki „Orion”.
Tworzył akwarele i obrazy olejne – pejzaże, portrety, akty. Wielokrotnie prezentował swoje prace, m.in. na jesiennych i wiosennych wystawach Salonu Sztuki „Zachęta” we Lwowie (1918, 1919) oraz lwowskim Towarzystwie Przyjaciół Sztuk Pięknych. W 1920 brał udział w wystawie prac uczniów Wolnej Akademii Sztuk Pięknych we Lwowie, w maju 1933 uczestniczył w wystawie plastycznej z okazji Dni Ziemi Stanisławowskiej. Wystawiał także obrazy i rysunki w Stanisławowie.
Władysław Łuczyński został zamordowany w 1941 pod Pawełczem w trakcie mordu inteligencji polskiej w Czarnym Lesie.

## Obrazy
- Tulipany (akwarela)
- Portret ułana-legionisty (akwarela)
- Chryzantem (sic)
- Kwiaty
- Braciszek
- Na fotelu
- Lektura
- Portret pani Ł.
- Droga do Kuźnic (akwarela)
- Dwór w Podmichałowicach (akwarela)
- Furta kościelna w sandomierskiem (akwarela)
- Głowa starca (akwarela)
- Astry (akwarela)
- Kostrycza (pejzaż z Huculszczyzny)
- Schronisko na Zaroślaku
- Portret córki
- Portret Stanisławy R.
- Studium głowy
- Na fali
- Na morzu
- Portret żony artysty (1938)
- Motyw z Gdańska